# Masteabar
Masteabar est un roi de la Numidie occidentale qui règne de 88 av. J.-C. jusqu'à environ 81 av. J.-C. Il est fils de Gauda, dirigeant de toute la Numidie et frère de Hiempsal II, dirigeant de la Numidie orientale. Son existence reste incertaine. Il semble que Gauda, à sa mort en 88 av. J.-C., partage son royaume entre ses fils, Hiempsal II recevant la plus grande part et Masteabar la plus petite.

## Histoire
En 88 av. J.-C., à la mort de Gauda, la Numidie est partagée entre ses deux fils Hiempsal II et Masteabar. Hiempsal et ses descendants règnent sur la Numidie Orientale tandis que Masteabar règne sur la Numidie Occidentale, un royaume moins important qui pourrait être vassal de Hiempsal II puis Juba I,,.
En 81 av. J.-C., Hierbas II usurpe temporairement le royaume de Numidie avec l'aide d'un général romain rebelle, Gnaeus Domitius Ahenobarbus (général) (en). Il est défait par Pompée en 80. Après sa destitution, Hiempsal est rétabli sur son trône et Massinissa II sur le trône occidental. La mort de Masteabar est incertaine et se produit avant 81,. L'action romaine indique que Rome reconnait la légitimité du royaume de Masteabar.
En conséquence, les dates exactes de son règne sont incertaines. Cependant, le royaume de Numidie occidentale reste administré par Masteabar, jusqu'à la conquête par un de ses descendants, Arabion, qui est le dernier roi numide indépendant en 42 av. J.-C..

## Incertitudes sur son règne
Peu de documents permettent d'attester l'existence de Masteabar. Son nom n'apparait qu'une fois sur une stèle de marbre réutilisée, trouvée à Syracuse : [ἐπειδὴ βασιλ]εὺς Μαστεαβαρ βασιλέως Γαύου (« Comme le roi Masteabar, fils du roi Gauda ... »). 
Par ailleurs, un document épigraphique de Rhodes, gravé dans le marbre, évoque deux rois Numides, petits-fils de Gauda. Une première interprétation suppose qu'il s'agit des enfants de Masteabar, qui aurait obtenu le pouvoir avant Hiempsal II. Cependant, rien ne permet d'affirmer qu'il règne sur le même royaume que son père et son frère. Selon Vassa N. Kontorinis, s'il règne effectivement, son nom devrait figurer dans l'inscription Inscriptiones Latinae selectae 840. Le texte de Rhodes permet de déterminer que son règne n'est pas à placer en Numidie Orientale, mais correspondrait à Mastenizen I, roi de la Numidie Occidentale,.
Cependant, selon le passage de viris illustribus urbis Romae 77, l'existence de la Numidie occidentale est avérée avant 81, date de sa restitution aux deux fils de Gauda : Hiempsal II et Masteabar. Le texte permettrait de confirmer la création du royaume après la mort de Gauda en 88. De plus, les descendants de la Numidie occidentale sont issus d'une branche dynastique de la même famille royale massyle que ceux de la Numidie Orientale,.
Selon Jehan Desanges, cette identification à Mastenizen I est peu fondée. Il lui préfère l'hypothèse d'un partage du royaume entre ses deux fils, supposant que Masteabar règne peu de temps avant que lui succède Massinissa II. Michèle Coltelloni va plus loin en supposant un lien de parenté entre Masteabar et Massinissa II. Werner Huß appuie cette hypothèse puisque l'existence des deux royaumes est démontrée, indiquant que Masteabar ait régné sur son propre royaume issu d'une partition dynastique, mais il ne conclut pas en faveur du lien direct entre Masteabar et Massinissa.

## Origine du nom
Gabriel Camps émet l'hypothèse que Masteabar serait « une forme aberrante de Mastanaba' », concluant qu'il s'agirait dès lors de Mastanabal II, portant le nom de son ancêtre Mastanabal. Mastan (MSTN) (« Protecteur ») entre dans la composition de plusieurs noms royaux. Virginie Bridoux estime qu'il est nécessaire de se référer à l'inscription grecque et d'appeler le roi Masteabar afin d'éviter la confusion généalogique.